# Marcus Bagley
Marcus Bagley, né le 23 octobre 2001 à Tempe dans l'Arizona, est un joueur américain de basket-ball évoluant au poste d'ailier.

## Biographie
Il est le petit frère du basketteur professionnel Marvin Bagley, choisi comme deuxième choix de la draft 2018 de la NBA.

### Carrière universitaire
Entre 2020 et 2023, Bagley joue pour les Sun Devils d'Arizona State

### Carrière professionnelle

#### 76ers de Philadelphie (depuis mars 2025)
Fin mars 2025, il signe un contrat de 10 jours avec les 76ers de Philadelphie. Puis, il en signe un second début avril 2025.

## Statistiques

### Universitaires
| Saison    | Équipe        | Matchs | Titul. | Min./m | % Tir | % 3pts | % LF | Rbds/m. | Pass/m. | Int/m. | Ctr/m. | Pts/m. |
| --------- | ------------- | ------ | ------ | ------ | ----- | ------ | ---- | ------- | ------- | ------ | ------ | ------ |
| 2020-2021 | Arizona State | 12     | 11     | 29.2   | .387  | .347   | .719 | 6.2     | 1.2     | .8     | .4     | 10.8   |
| 2021-2022 | Arizona State | 3      | 3      | 22.7   | .385  | .385   | .714 | 4.0     | 1.3     | .3     | .0     | 10.0   |
| 2022-2023 | Arizona State | 2      | 2      | 28.5   | .318  | .333   | .615 | 4.0     | 1.5     | .0     | .5     | 12.5   |
| Carrière  | Carrière      | 17     | 16     | 27.9   | .377  | .351   | .692 | 5.5     | 1.2     | .6     | .4     | 10.9   |